# Chaos Condensed
Chaos Condensed es un grupo musical español pionero en castellano del género spoken word, cultivado sobre todo en los países de habla inglesa a través de autores como Phil Hine, Boyd Rice, Alan Moore, Lydia Lunch o incluso Noam Chomsky.
Su carrera musical comienza en el año 2002 con el disco 'Cantus Post Machina' con la discográfica Drama Company, continuando en el 2004 con la contribución del tema 'Claustrofilia' al recopilatorio 'My Dear Freaks' editado por La Defunción y en 2006 un CD compartido junto con Trajedesaliva editado por Caustic Records y La Defunción bajo el título de 'Ciertos animales de costumbres discretas'.
En sus letras, anuncian la inminencia del caos y la Discordia, y citan a diversos autores de la contracultura como Hakim Bey, Phil Hine, Timothy Leary o Robert Anton Wilson. La música pretende servir como un acompañamiento emocional a las letras, buscando la recuperación de arte con contenidos en lo musical.

## Discografía
- 2002.- Cantus Post Machina,
- 2004.- My dear freaks (recopilatorio, canción 'Claustrofilia'),
- 2006.- Ciertos animales de costumbres discretas (con Trajedesaliva),